# Talas (district)
Talas is een Turks district in de provincie Kayseri en telt 75.675 inwoners (2007). Het district heeft een oppervlakte van 328,9 km². Hoofdplaats is Talas.
De bevolkingsontwikkeling van het district is weergegeven in onderstaande tabel.
| 1997   | 2000   | 2007   |
| ------ | ------ | ------ |
| 54.237 | 55.509 | 75.675 |